# Medha Patkar

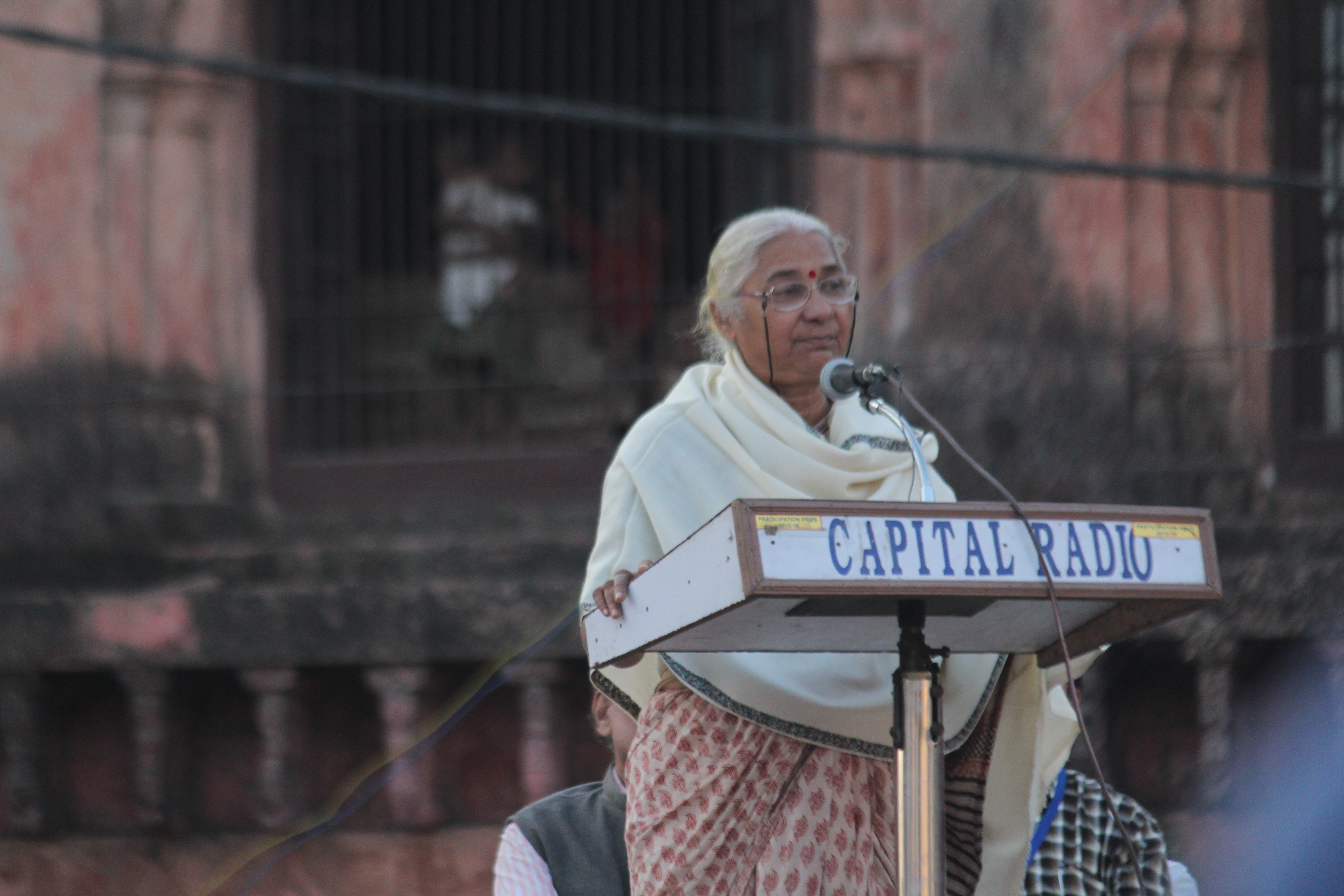
Medha Patkar hablando en el Bhopal Jan Utsav 2017 organizado por All India People's Science Network

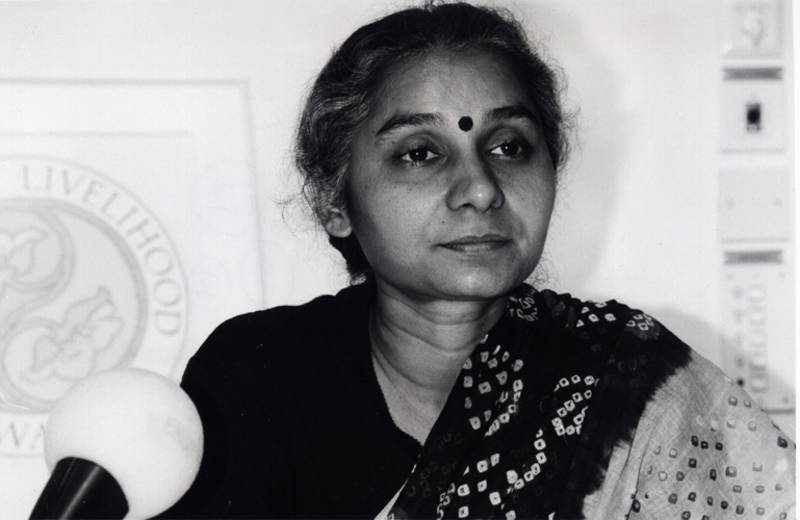
Medha Patkar en la fundación Right Livelihood Award

Medha Patkar (Mumbai, 1 de diciembre de 1954) es una activista social india por los derechos de las mujeres, en contra de la adquisición de tierras, plantas nucleares, asuntos políticos y económicos cruciales planteados por tribus, parias, granjeros, trabajadores y mujeres que enfrentan la injusticia en la India. Patkar fundó el movimiento popular llamado Narmada Bachao Andolan (NBA) en los estados de Madhya Pradesh, Maharashtra y Gujarat. La NBA ha participado en una lucha por la justicia para las personas afectadas por los proyectos de presas Sardar Sarovar, especialmente aquellos cuyas casas estarán sumergidas, pero aún no han sido rehabilitadas. También es una de las fundadoras de la Alianza Nacional de Movimientos Populares (NAPM), una alianza de cientos de organizaciones populares progresistas. Fue también comisionado de la Comisión Mundial de Represas, que realizó una investigación exhaustiva sobre los aspectos e impactos ambientales, sociales, políticos y económicos del desarrollo de grandes represas a nivel mundial y sus alternativas. Fue la coordinadora nacional y luego la coordinadora de la Alianza Nacional de los Movimientos del Pueblo durante muchos años y ahora continúa siendo asesora de NAPM. Bajo la bandera de NAPM, ha participado y apoyado varias luchas masivas en toda la India contra la inequidad, la no sostenibilidad, el desplazamiento y la injusticia en nombre del desarrollo. Su trabajo desafía el casteísmo, el comunalismo y todo tipo de discriminación. Ha formado parte en la lucha por diversas políticas y promulgaciones nacionales, como la adquisición de tierras, los trabajadores del sector no organizado, los vendedores ambulantes, los habitantes de barrios marginales y los adivasis que viven en los bosques. NAPM presentó una serie de litigios de interés público, incluidos aquellos contra la sociedad Adarsh, Lavasa Megacity, Hiranandani (Powai) y otros constructores.
Narmada Bachao Andolan y Ghar Bachao Ghar Banao Andolan, fundada por Medha Patkar con otros, son aliados de NAPM. 

## Biografía
Medha Patkar nació como Medha Khanolkar el 1 de diciembre de 1954 en Mumbai, Maharashtra, hija de Vasant Khanolkar, un luchador por la libertad y líder sindical, y su esposa Indumati Khanolkar, oficial del departamento de correos y telégrafos. Tiene un hermano, Mahesh Khanolkar, un arquitecto. Medha Khanolkar obtuvo una maestría en Trabajo Social del Tata Institute of Social Sciences (TISS),  instituto principal de investigación en ciencias sociales en India.

## Activismo
Medha Patkar trabajó con organizaciones voluntarias en los barrios bajos de Mumbai durante 5 años y los distritos tribales de los distritos del noreste de Gujarat durante 3 años. Trabajó como miembro de la facultad en el Tata Institute of Social Sciences , pero dejó su puesto para ocuparse del trabajo de campo. Fue doctoranda en TISS y estudió el desarrollo de la economía y su impacto en las sociedades tradicionales. Dejó su doctorado sin terminar cuando se vio inmersa en su trabajo con las comunidades tribales y campesinas en el valle de Narmada.

### Narmada Bachao Andolan
Narmada Bachao Andolan (NBA) es un movimiento social que protesta contra la presa en el río Narmada que comenzó en 1985 y que incluía a adivasis, granjeros, pescadores, trabajadores y otros en el valle de Narmada junto con los intelectuales, ambientalistas, activistas de derechos humanos, científicos, académicos, artistas que defienden el desarrollo justo y sostenible. La presa Sardar Sarovar en Gujarat es una de las represas más grandes de Narmada, donde la lucha de las personas no violentas ha cuestionado los costos sociales y ambientales, la planificación antidemocrática y la distribución injusta de los beneficios. La lucha continúa en las áreas y 40 000 familias afectadas por Sardar Sarovar y también en otras represas grandes y medianas en Narmada y sus afluentes. Las reclamaciones sobre los aspectos económicos, sociales y ambientales del proyecto de desarrollo de Sardar Sarovar y el valle de Narmada están vindicados hoy. Patkar también ha cuestionado la necesidad de la estrategia de desarrollo actualmente popular de vincular ríos en la India como un medio para abordar los problemas de escasez de agua.
La NBA ha estado dirigiendo JEEVANSHALAS, escuelas de vida, desde 1992 con 5 000 estudiantes. Decenas de ellos están siendo entrenados en atletismo y algunos han ganado muchos premios. La NBA también estableció y administró con éxito dos proyectos microhidratados que se sumergieron debido a la presa. Ha trabajado en muchos sectores durante los últimos 30 años, incluyendo salud, garantía de empleo, derecho a la alimentación y PDS, rehabilitación y protección del medio ambiente.

### Ghar Bachao Ghar Banao Andolan
Es una lucha por los derechos de vivienda en Mumbai, comenzó en 2005 y continúa luchando por los derechos de los habitantes de barrios marginales y los engañados por los constructores en varios proyectos de rehabilitación y desarrollo. Todo comenzó cuando el gobierno de Maharashtra demolió 75,000 casas de los pobres en 2005, en contra de sus propias promesas antes de las elecciones. El movimiento popular fuerte fue fundado por Medha Patkar y gracias a la acción masiva las comunidades se reconstruyeron en los mismos sitios y continúan afirmando y logrando su derecho a refugio, agua, electricidad, saneamiento y medios de vida. 

### Alianza Nacional de Movimientos Populares
La Alianza Nacional de Movimientos Populares (NAPM) es una alianza de movimientos populares en India, con el objetivo declarado de trabajar en una variedad de temas relacionados con la justicia socioeconómica, la justicia política y la equidad. Medha Patkar fundó la Alianza Nacional de Movimientos Populares con el objetivo de "facilitar la unidad y proporcionar fuerza a los movimientos populares en la India, luchando contra la opresión, cuestionando aún más el modelo de desarrollo actual para trabajar hacia una alternativa justa".

### Tata Nano Plant Singur
Tata Motors comenzó a construir una fábrica para fabricar su automóvil de $ 2,500, el Tata Nano en Singur.  Ella protestó contra la instalación de la planta en Singur, Bengala Occidental. El convoy de Patkar fue asaltado, supuestamente por activistas del IPC (M), en Kapaseberia, en el distrito de East Midnapore, mientras se dirigía a Nandigram, desgarrado por la lucha. En el punto álgido de la agitación, Ratan Tata había hecho comentarios cuestionando la fuente de fondos de los agitadores. En octubre de 2008, Tata anunció que la fábrica no estaría terminada y que la producción del Nano se establecerá en Sanand, Gujarat. 

### Lavasa
Lavasa es un proyecto de Hindustan Construction Corporation, en Maharashtra. Es una ciudad aún por completar. El Proyecto Lavasa es criticado por P. Sainath por el uso injusto del agua en un estado suicida de granjero más afectado. Medha Patkar con los aldeanos de Lavasa protestó por el daño ambiental en Nagpur. También presentó una PIL en la Corte Suprema contra el proyecto Lavasa. 

### Demolición de Golibar
Los días 2 y 3 de abril de 2013 se llevó a cabo una demolición en el área de Golibar, Mumbai, Maharashtra, desalojando 43 casas y desplazando a más de 200 personas. todo el proyecto consiste en desplazar a miles de familias y comunidades de 50 a 100 años que exigen derechos de vivienda participativos e in situ. Medha Patkar, con más de 500 habitantes de barrios marginales, se estableció en un ayuno indefinido para protestar contra cualquier otra demolición hasta que se complete la investigación sobre el asunto. Patkar ha alegado corrupción y "atrocidades" por parte de los constructores en el plan de rehabilitación de barrios marginales de la ciudad, y pidió que la Autoridad de Rehabilitación de Barrios Polares detenga seis proyectos, hasta que se realice una investigación adecuada. La investigación se realizó dando soluciones parciales, por lo tanto, las comunidades continúan con su lucha.

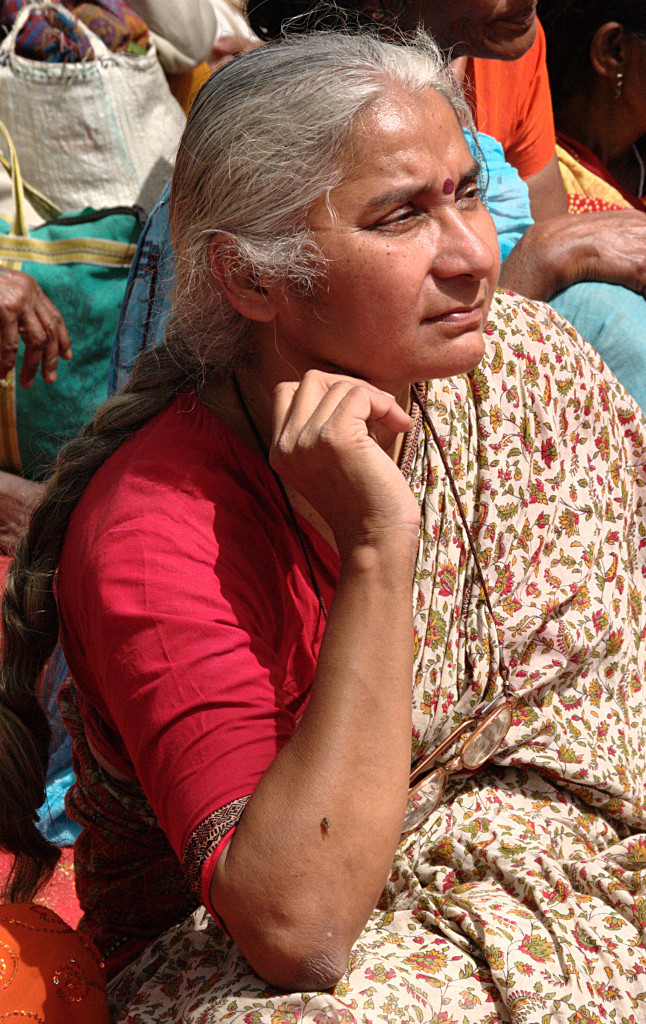
Medha Patkar en marzo de 2012

### Misión de Save Sugar-Cooperatives
Para evitar que el sector de Sugar-Cooperative en Maharashtra caiga en manos de políticos, incluidas decenas de ministros en el gabinete de Maharashtra hasta 2014, Medha Patkar organizó protestas. Explicó que "los políticos están interesados en las mejores parcelas de tierra, equipos y maquinaria viejos", de las cooperativas azucareras y acusó al gobierno estatal de vender activos de la industria a precios muy bajos. Un caso contra la fábrica de azúcar Girna en Malegaon, Nasik, Maharashtra y miembros de la familia Chhagan Bhujbal pendiente ante la Corte Suprema de India y la tierra no utilizada de la fábrica es re-ocupada y cultivada por los agricultores locales que fueron los donantes de la cooperativa que fue privatizado por el exministro comprándolo a precio de descarte.
Medha Patkar junto con otros activistas denunciaron violaciones del magnate de la propiedad Niranjan Hiranandani en la construcción de pisos de lujo en lugar de casas asequibles. Hiranandani había firmado un contrato de arrendamiento de los 230 acres de tierra en 1986 a razón de Re 1 por hectárea en un acuerdo tripartito con el Estado y la Autoridad de Desarrollo de la Región Metropolitana de Mumbai. En respuesta a los jueces del Tribunal Superior de Maharashtra de PIL, dice que "apreciamos la elegancia de la construcción y la intención de crear una maravilla arquitectónica para la ciudad de Mumbai, vemos la intención específica de ignorar por completo la condición más vital, y quizás la única, en acuerdo tripartito (para crear viviendas asequibles de 40 y 80 metros cuadrados) ". Si se calcula de acuerdo con el precio actual del mercado, la cuantía de la estafa será de alrededor de Rs. 450   mil millones La sentencia de 2012 ordenó a Hirandani construir 3.144 casas para los grupos de bajos ingresos antes de cualquier otra construcción en los jardines de Hirandani que aún está por suceder. El caso está en la etapa de audiencia final en HC de Mumbai.

### Proyecto nuclear de Kovvada
Patkar expresó una fuerte oposición a la adquisición de tierras en Kovvada de Ranasthalam Mandal en el distrito de Srikakulam, Andhra Pradesh diciendo que la planta nuclear sería un desastre para la ecología y para la gente de la región.

## Carrera política
En enero de 2004 durante el Foro Social Mundial celebrado en Mumbai. Medha Patkar y otros miembros de la Alianza Nacional del Movimiento Popular iniciaron un Partido Político 'Frente Político del Pueblo ' también llamado 'Lok Rajniti Manch'. Sin embargo, Medha no participó como política activa, sino que se adhirió a su difusión organizando una campaña de quince días a nivel estatal de Maharashtra. Se organizaron reuniones bajo su liderazgo en cada distrito de Maharashtra . La mayoría de los miembros le habían pedido a Patkar que se presentara a las elecciones, pero ella lo negó. 
En enero de 2014, Medha Patkar se unió al Partido Aam Aadmi, un partido político dirigido por Arvind Kejriwal . Ella y su organización, la Alianza Nacional del Movimiento Popular, brindaron apoyo al Partido Aam Aadmi durante la campaña de Lok Sabha.
Patkar también impugnó la elección de Lok Sabha de 2014 para el electorado del noreste de Mumbai como candidato del partido Aam Aadmi. Perdió, recibiendo el 8.9%  del voto emitido en el distrito electoral del noreste de Mumbai, quedando en tercer lugar detrás de Kirit Somaiya (candidato BJP, ganador) y Sanjay Patil (candidato NCP).  Ella renunció a la membresía principal del Partido Aam Admi el 28 de marzo de 2015.

## Premios y distinciones
- 1991: Premio Right Livelihood[27]
- 1992: Premio Goldman Environment[28]
- 1995: Premio Cinta Verde al mejor activista político internacional por la BBC, Inglaterra
- 1999: Premio del Defensor de los Derechos Humanos de Amnistía Internacional, Alemania
- 1999: MA Thomas Premio Nacional de Derechos Humanos del Movimiento Vigilia India[29]
- 1999: Persona del año BBC
- 1999: Premio Deena Nath Mangeshkar[30]
- 1999: Premio Kundal Lal por la paz
- 1999: Premio Mahatma Phule[31]
- 2001: Premio Basavashree[32]
- 2013: Premio Matoshree Bhimabai Ambedkar[33]
- 2014: Premio Madre Teresa a la Justicia Social.[34]